# ソコル駅 (モスクワ地下鉄)
座標: 北緯55度48分18秒 東経37度30分55秒 / 北緯55.8051度 東経37.5153度
ソコル駅（ソコルえき、ロシア語: Сокол）は、モスクワ地下鉄2号線の駅。

## 歴史
1938年9月11日に2号線の最初の区間の一部として完成した。